# غریبه‌های تمام‌عیار
غریبه‌های تمام‌عیار (به ایتالیایی :Perfetti sconosciuti) یک فیلم ایتالیایی درام است که در سال ۲۰۱۶ به کارگردانی پائولو ژنووزه و نویسندگی پائولو کوستلا ساخته شده‌است.
چندین فیلم از روی این فیلم در کشورهای مختلف، شامل لهستان، یونان، ترکیه، کرهٔ جنوبی و در مجموع ۱۸ بار ساخته شده‌است؛ به همین دلیل در ۱۵ ژوئیه ۲۰۱۹، نام این فیلم در رکوردهای جهانی گینس به عنوان فیلم با بیشترین بازسازی ثبت شده‌است.

## خلاصه داستان
هفت دوست قدیمی برای یک مهمانی شام در یک آپاراتمان بزرگ دورهم جمع می‌شوند. اوا، روانشناس و همسرش رکو، جراح پلاستیک، میزبانان این مهمانی هستند. کاسیمو و همسرش بیانکا، کارلوتا و شوهرش لیله مهمان هستند و تنها مجرد این مهمانی، پپه است. پپه مردی میان‌سال است که به‌تازگی با دختری آشنا شده‌است. هنگام شام، زمانی که بحثی در مورد راز و پنهان‌کاری شکل می‌گیرد، اوا با ادعای اینکه هیچ‌چیزی برای پنهان کردن ندارد پیشنهاد یک بازی صداقت را مطرح می‌کند. در این بازی هر کس باید هر چه که درگوشی‌اش اتفاق می‌افتد (شامل تماس، پیام کوتاه، ایمیل و …) تا انتهای زمان مهمانی با بقیه به اشتراک بگذارد، مثلاً تماس‌ها رو روی بلندگو پخش کند یا پیامک‌ها را برای بقیه بلند بخواند.

## بازیگران
- جوزپه باتیستون در نقش پِپه[۵]
- آنا فولیه‌تا در نقش کارلُتا
- مارکو جالینی در نقش رکو
- ادواردو لئو در نقش کاسیمو
- والریو ماستاندرئا در نقش لِله
- آلبا رورواکر در نقش بیانکا
- کاسیا اسموتنیاک در نقش اِوا
- بندتا پورکارولی در نقش سُفیا